# Corallium boshuense
Corallium boshuense är en korallart som beskrevs av Kamakiche Kishinouye 1903. Corallium boshuense ingår i släktet Corallium och familjen Coralliidae. Inga underarter finns listade i Catalogue of Life.